# الدوري الإندونيسي الممتاز 1996–97
الدوري الإندونيسي الممتاز 1996–97 (بالإندونيسية: Divisi Utama Liga Indonesia 1996–97)‏ هو الموسم 3 من الدوري الإندونيسي الممتاز ‏. كان عدد الأندية المشاركة فيه 33، وفاز فيه بيرسيبايا سورابايا.